# 다이쇼촌 (오사카부)
다이쇼촌(일본어: 大正村)은 일본 오사카부 나카카와치군에 설치되었던 촌이다. 현재의 야오시에 해당한다.

## 역사
- 1889년 4월 1일 - 정촌제 시행에 따라, 기모토촌, 기타키모토촌, 미나미키모토촌이 합병하여 미키모토촌(三木本村)이 성립.
- 1913년 5월 1일 - 미나미카와치군 오타촌을 편입 합병.
- 1913년 7월 1일 - 다이쇼촌(大正村)으로 개칭.
- 1948년 4월 1일 - 야오정, 류게정, 규호지촌, 니시고리촌, 다이쇼촌의 2정 3촌이 합병하여 야오시가 발족, 나카카와치군에서 이탈.